# Isabella Girardeau
Isabella Girardeau (Es creu que va néixer a Caller (Sardenya), va ser una soprano operística italiana que va florir a Londres, Anglaterra des de 1709 fins a 1712.
Ella preferia que l'anomenessin habitualment "La Isabella", avui es recordada millor per crear el paper d'Almirena en l'estrena de George Frideric Rinaldo d'Handel el 24 de febrer de 1711 al Queen's Theatre de l'Haymarket (més tard es va convertir en el King George Theatre després de l'arribada del rei Jordi I en 1714) en el qual va presentar la famosa Ària "Lascia ch'io pianga". Va succeir a Joanna Maria Lindelheim, "La baronessa", com una de les sopranos més destacades d'aquell teatre. Es diu que va tenir una rivalitat amarga amb l'altra prima donna de la reina, la soprano Elisabetta Pilotti-Schiavonetti.
Se sap molt poc de la vida de Girardeau. El seu lloc i data de naixement i les seves activitats anteriors al desembre de 1709 són desconeguts. Encara que sovint s'anomenava "Mademoiselle", l'historiador de la música del segle xviii Charles Burney va escriure que era una italiana casada amb un francès. Burney la va connectar provisionalment amb la soprano Isabella Calliari de la llista de cantants del musicòleg Francesco Saverio Quadrio que van estar actius durant les dues primeres dècades del segle xviii.
Girardeau probablement va arribar a Anglaterra des de França o Itàlia a finals de 1709. Un contracte amb els interprets del Queen's Theatre datat el 24 de desembre de 1709 (en el qual els intèrprets van acceptar no treballar per a altres teatres sense permís) inclou "Mad Girardo" com una del personal del teatre. Girardeau va fer el seu debut teatral a Londres com a Celinda a l'estrena mundial dAlmahide de Giovanni Bononcini el 10 de gener de 1710; un pastiche de les obres de Bononcini que havia estat organitzat per Johann Jakob Heidegger. La seva única altra aparició escènica coneguda aquell any va ser el 23 de març com a Mandana a La Isabella de Francesco Mancini. A finals de 1710 o principis de 1711 va cantar en un concert donat als apartaments de la duquessa de Shrewsbury al palau de Kensington.
El 1711 Girardeau va ser vist al Queen's Theatre com Climene a Pirro e Demetrio d'Alessandro Scarlatti, Fronima a Etearco de Bononcini i Almirena a l'estrena transcendental de Rinaldo de George Frideric Handel. Rinaldo va ser la primera òpera de Händel escrita per a l'escenari de Londres, i va ser la primera òpera en llengua italiana escrita específicament per al teatre anglès. Un gran èxit de públic, immediatament després de la seva estrena es van programar 12 actuacions més; al final de la carrera, la demanda popular va ser tal que se'n van afegir dos més. El 1712 va fer les seves últimes aparicions escèniques conegudes com Oronte a Antioco de Francesco Gasparini i Veremonda a Ambleto també de Gasparini. Es desconeix el seu parador i les seves activitats més enllà de 1712.
Fou una de les millors interpretes de Handel. Residí quasi tota la seva vida a Londres.